# Prunus brunnescens
Prunus brunnescens är en rosväxtart som först beskrevs av Tse Tsun Yu och T.C. Ku, och fick sitt nu gällande namn av J.R.He. Prunus brunnescens ingår i släktet prunusar, och familjen rosväxter. Inga underarter finns listade i Catalogue of Life.